# Krzyżowa (Jeleśnia)
Krzyżowa ist eine Ortschaft mit einem Schulzenamt der Gemeinde Jeleśnia im Powiat Żywiecki der Woiwodschaft Schlesien in Polen.

## Geographie
Der Ort liegt am Bach Krzyżówka in den Saybuscher Beskiden (Beskid Żywiecki) auf dem Weg zwischen Jeleśnia (im Norden) und Korbielów (im Süden).

## Geschichte

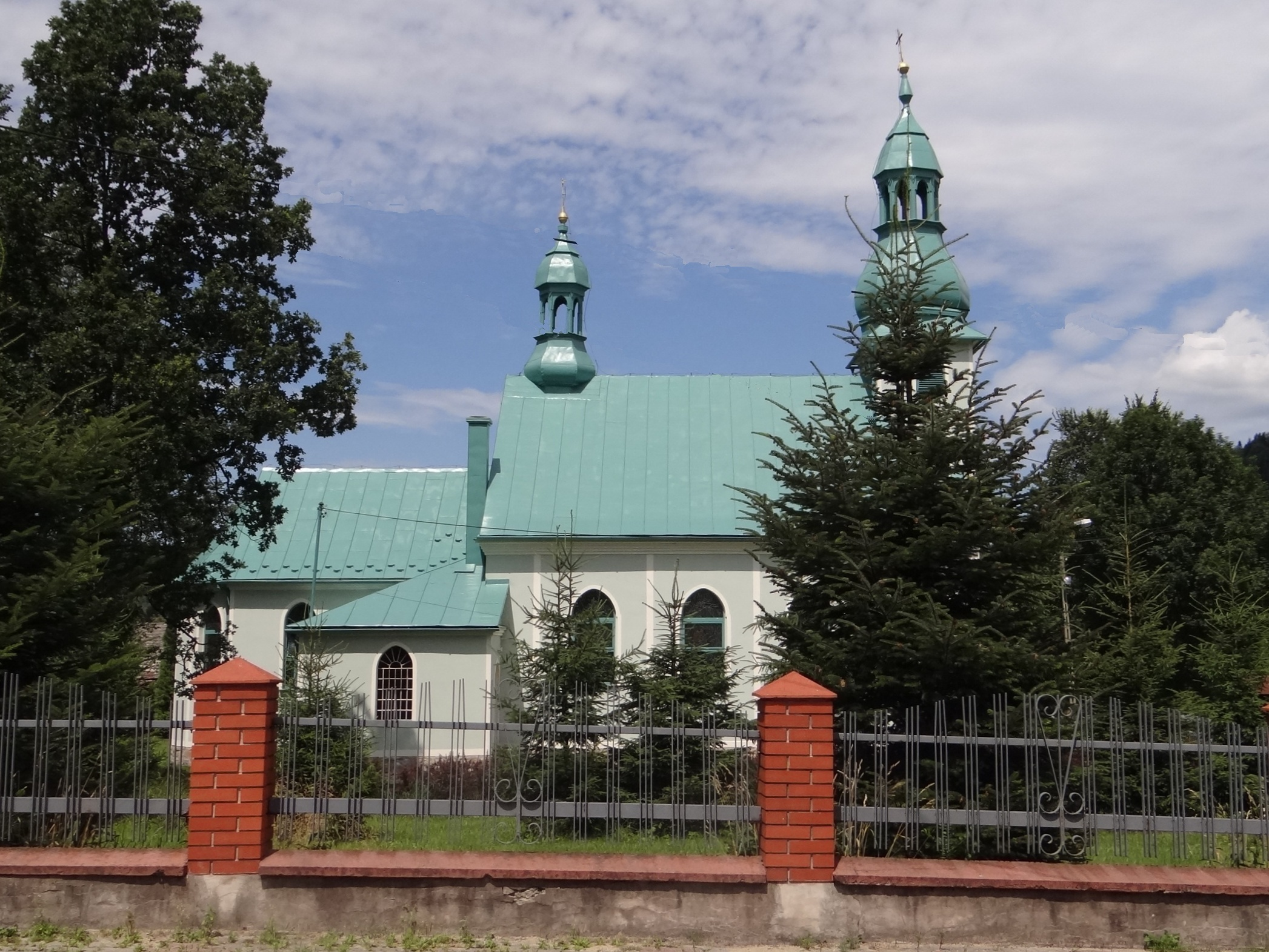
Kirche

Seit 1467 gehörte die Herrschaft Saybusch zur Adelsfamilie Komorowski, die eine Siedlungsaktion verliefen. Entlang des sogenannten Kupferwegs (nach Orava) entstanden zunächst Jeleśnia und dann Krzyżowa. Der Ort wurde an der Wende des 15. Jahrhunderts von Walachen gegründet und war mehr bäuerlich geprägt.
Bei der Ersten Teilung Polens kam das Dorf 1772 zum neuen Königreich Galizien und Lodomerien des habsburgischen Kaiserreichs (ab 1804).
1918, nach dem Ende des Ersten Weltkriegs und dem Zusammenbruch der k.u.k. Monarchie, kam Krzyżowa zu Polen. Unterbrochen wurde dies nur durch die Besetzung Polens durch die Wehrmacht im Zweiten Weltkrieg. Es gehörte dann zum Landkreis Saybusch im Regierungsbezirk Kattowitz in der Provinz Schlesien (seit 1941 Provinz Oberschlesien).
Von 1975 bis 1998 gehörte Krzyżowa zur Woiwodschaft Bielsko-Biała.

## Verkehr
Durch Krzyżowa verläuft die Droga wojewódzka DW 945. Der Flughafen Krakau ist etwa 60 km entfernt.